# Reliquienprozession

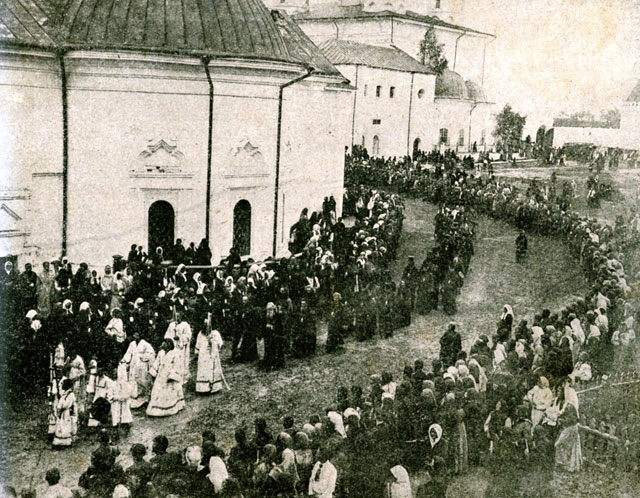
Prozession mit den Reliquien des hl. Johannes von Tobolsk im Juni 1916

Eine Reliquienprozession ist eine in der römisch-katholischen Kirche und den orthodoxen Kirchen gebräuchliche fromme Übung, bei der Reliquien unter Gebet und Gesang durch Ortschaften, Flure oder Gemarkungen getragen werden. Solche Prozessionen finden oftmals jährlich am entsprechenden Fest des Kirchenjahres, etwa dem Fest eines Heiligen oder dem Translationsfest seiner Reliquien statt.
Sie können aber auch zu besonderen Anlässen stattfinden, wie die Kölner Schreinprozession 1948, die im Rahmen der 700-Jahr-Feier der Grundsteinlegung des Kölner Doms durchgeführt wurde.

## Liste von regelmäßig stattfindenden Reliquienprozessionen
- Hildegardisfest mit den Reliquien der hl. Hildegard von Bingen am 17. September in Eibingen bei Rüdesheim
- Valentinusprozession in Kiedrich
- Ludgerusprozession: am ersten Sonntag im September in Essen-Werden (seit 1288)
- Maiprozession (Scheer) mit den Reliquien des hl. Wunibald ersten Sonntag im Mai in Scheer (seit 1608)
- Krüßingsprozession in Freckenhorst mit einer Reliquie des Heiligen Kreuzes zum Fest der Kreuzauffindung am 3. Mai oder am darauf folgenden Sonntag
- Walburgisprozession mit den Reliquien der hl. Walburga am 1. Sonntag im Mai in Bornheim-Walberberg
- diverse Blutritte